# Sherman Minton
Sherman Minton, detto Shay (20 ottobre 1890 – 9 aprile 1965), è stato un politico e giudice statunitense, senatore democratico dell'Indiana e giudice della Corte Suprema degli Stati Uniti d'America.

## Biografia
Dopo un master in legge conseguito all'Università di Yale nel 1916, Minton ha partecipato alla seconda guerra mondiale con il grado di capitano. Ritornato in Indiana nel 1920, ha iniziato la sua carriera legale e politica militando nelle file del partito democratico. Nel 1930 dopo diversi tentativi di essere eletto e servendo nel mentre come leader della American Legion, Minton  è infine  diventato commissario alle opere pubbliche nell'amministrazione del governatore dell'Indiana Paul V. McNutt. Quattro anni dopo Minton è stato eletto senatore.